# Стронин, Александр Иванович
 Александр Иванович Стронин  (1826—1889) — российский социолог, писатель.

## Биография

### Детство и юность
Родился в слободе Ракитной, Хотмыжского уезда, Курской губернии. Его отец, крепостной казначей князя Б. Н. Юсупова , выучился читать и до того пристрастился к чтению, что переписывал Пушкина, Жуковского и др. Он добился вольной для своих детей (1837).
С семи лет учился в Прилукском уездном училище, с 1837 года — во вторую Киевскую гимназию, по окончании которой в 1844 году поступил на юридический факультет Киевского университета, но через год перевёлся на историко-филологическое отделение философского факультета, где получил степень кандидата (1849).

### Педагогическая карьера
Был некоторое время учителем в ряде гимназий; в 1855 году перешёл в Полтавскую гимназию, где работал 7 лет и приобрёл блестящую педагогическую репутацию. Время его служения здесь совпало с общественным подъемом 1860-х годов. Стронин принял живое участие в устройстве в Полтаве воскресных школ для народа и в руководстве ими; он составил и напечатал даже специальный учебник «Азбука для Полтавской воскресной школы», где поместил и программу по естественным наукам и литературе. Принимал также деятельное участие в открытии в Полтаве женской гимназии. В 1862 году уволен «за вредное влияние».
В то же время участвовал в революционном подполье: полтавский представитель «Земли и воли», член Харьковско-Киевского тайного общества.

### Арест и дальнейшая карьера
Будучи за границей (1858), мог посетить в Лондоне Герцена (сам Стронин в дневнике это отрицает). За ним был установлен полицейский надзор, и в 1862 году он был арестован. Несколько месяцев (сентябрь—декабрь) сидел в Петропавловской крепости, однако по делу «О малороссийской пропаганде» не был предан суду за отсутствием доказательств. В 1863 году сослан в Архангельскую губернию. Служил в уездных судах Пинеги (1863—1866), Архангельска (март—апрель 1867), Шенкурска (с мая 1867). В 1868 году по поручению губернатора вместе с П. С. Ефименко составил «Справочную книжку Архангельской губернии».
В мае месяце 1869 г. освобожден от надзора и уехал в Петербург. Служил затем юристом в Госконтроле, присяжным поверенным (1871—1873) и мировым судьёй (1873—1875) в Витебской губернии, председателем мировых судей в Люблинской губернии (1876—1877). С 1878 года был юрисконсультом Министерства Путей Сообщения. В 1879 году получил чин действительного тайного советника и потомственное дворянство. Был членом совета при министерстве до 4 октября 1887 г., когда вышел в отставку.

## Научные и литературные труды
Был известен как социолог благодаря трём большим работам — «История и метод» (СПб., 1869), «Политика как наука» (СПб., 1872) и «История общественности» (СПб. , 1885). Они фактически представляют собой три тома единого социологического трактата, которые, соответственно, повествуют: о методе и общих принципах, о строении общества и о развитии общества. Этот трактат отличало стремление сблизить, обобщить и даже отождествить обществознание с естествознанием. Эта работа стала причиной дискуссии в прессе, в ответ на критику Стронин напечатал «Комментарий» к «Политике как науке», помещенный в «Санкт-Петербургских Ведомостях» за 1873 г. (№ 128 и 133).
А. И. Стронин также автор многочисленных газетных и журнальных статей. В 1870 году он выпустил в свет две брошюры на злобу дня: «Франция или Германия?» и «Мир или война?», в 1877 г. издал «Анекдотическую историю текущей войны», в которой им были собраны все лучшие корреспонденции о войне, а в 1886 г. напечатал сборник переведенных им стихотворений Байрона под заглавием «Байрон в переводах Алеко».
Автор ряда популярных книжек по естествознанию, напечатанных под псевдонимом «Иванов» изданных тиражом в десятки тысячах экземпляров. Его «Рассказы о земле и небе», которым автор сумел придать такой живой интерес, что ими буквально зачитывались в деревне, вышли в 1902 г. 7-м изданием. Четыре других брошюры для народа: «Рассказы о силах земных», «Рассказы о жизни земной», «Рассказы о человеческой жизни», «Рассказы о царстве Бовы-королевича» (все — СПб. , 1873 г.), вышли в 1902 г. 2-м изданием. Последняя книжка, представляет попытку изложить в популярной, тем не менее вполне литературной форме понятия экономического и юридического характера.
В Императорской Публичной библиотеке хранился дневник Стронина, который он вёл со времени поступления на службу в 1848 году и до самой своей смерти.

## Политические идеи
Считая, что предметом политики как науки (политической социологии) является "жизнь деятельная", которая имеет "оттенок и созерцательный, и эстетический", он разделил ее на три политики:
- политика теоретической деятельности
- политика эстетической деятельности
- политика практической деятельности

### Политическая структура общества
Политическую структуру общества изображал в виде "пирамиды-конуса", что означает разделение на три "класса", каждый из которых образует свой специфический треугольник:
- демократия (большинство) - земледельцы, ремесленники, торговцы.
- тимократия (средний класс) - арендаторы, мануфактуристы, банкиры;
- аристократия (меньшинство) - это законодатели, судьи, администраторы;

#### Интеллигенция
В этой структуре, однако, особое место занимает интеллигенция, которая пронизывает конус сверху донизу. Будучи классом активным и инициативным, она выступает, в основном, политическим классом. В общем социальном механизме она выполняет роль двигателя. Стронин считал ее общественной силой, способной сознательно вести общество к прогрессу, управлять поворотами его противоречивого и сложного движения.
Стронин разделял интеллигенцию по профессиям на:
- мыслителей
- художников
- политиков

По общественными функциями:
- новаторов
- пропагандистов
- агитаторов

## Сочинения
- Стронин А. И. История общественности. — СПб.: Типография Министерства путей сообщения, 1885. — III, 767 с.
- Байрон в переводах Алеко.СПб.: Типография Министерства путей сообщения, 1885. — [4], 101 с. (Алеко - псевдоним А.И.Стронина, см. Масанов Сл. псевд. т. 1, с. 92).
- Стронин А. И. История и метод. — СПб.: Типография А. М. Котомина, 1869. — 446 с.
- Стронин А. И. Политика как наука. — СПб.: Типография Ф. С. Сущинского, 1872. — 530 с. (Переиздана репринтом в 2017)
- Стронин А. И. Памяти царя Николая // Вольная русская поэзия XVIII—XIX веков / Подгот. текста, сост. и прим. С. А. Рейсера. — М.: Худож. лит-ра, 1975.
- Общество. Законы истории. Прогресс. Цели и нормы жизни. — М., 2001
- Теория личности. — М., 2012 (2-е издание: 2013)